# Андреевская (Коварзинское сельское поселение)
Андреевская — деревня в Кирилловском районе Вологодской области.
Входит в состав Коварзинского сельского поселения, с точки зрения административно-территориального деления — в Коварзинский сельсовет.
Расстояние по автодороге до районного центра Кириллова — 42 км, до центра муниципального образования Коварзино — 6 км. Ближайшие населённые пункты — Артемово, Исаково, Фефелово.
По данным переписи в 2002 году постоянного населения не было.